# Feleky Hugó
Magyarfeleki Feleky Hugó, született Füchsl Hugó (Lovasberény, 1861. március 14. – Budapest, 1932. augusztus 20.) magyar orvos, urológus, egyetemi magántanár. Feleky Géza író, újságíró apja, Feleki Béla ügyvéd és Feleky Sándor orvos, költő bátyja.

## Élete
Apja Feleki (Füchsl) Miksa lovasberényi körorvos, édesanyja Báron Anna volt. 1885-ban szerezte orvosi oklevelét. 1898-ban a férfi ivar- és húgyszervek bántalmainak kór- és gyógytanából magántanári képesítést szerzett. A budapesti poliklinika urológiai osztályának főorvosa volt. A nemi betegségek elleni küzdelem céljából létrehozta a Teleia Egyesület-et, amelynek rendelőintézetében ő látta el a főorvosi teendőket. 1903-ban az Orvosszövetség urológiai szakosztályának elnöke, majd két évvel később az Országos Közegészségügyi Tanács rendkívüli tagja lett. 1910-ben magyarfeleki előnévvel nemességet szerzett. Az Urológia című szaklap szerkesztője volt. Szakcikkei számos hazai és külföldi folyóiratban jelentek meg.

## Magánélete
Házastársa Kohn Irma (1864–1942) volt, Kohn Vilmos és Pikler Anna lánya.

## Főbb művei
- Az ivar- és húgyszervek blennorhoeás megbetegedéseinek és az ezekhez csatlakozó bántalmak kór- és gyógytana terén (Budapest, 1890)
- Klinik der Blasenkrankheiten (1896)
- A gonorrhoeás húgycső gyulladás abortiv orvoslásáról (1912)
- A húgycső betegségeinek urethroskópiai kórjelzése és orvoslása (Budapest, 1916)
- A húgycső betegségeinek mikroszkópiai kórjelzése és orvoslása (1917)